# کاتارینا ناومنن
کاتارینا ناومنن (انگلیسی: Katarina Naumanen؛ زادهٔ ۲۴ ژوئیهٔ ۱۹۹۵) بازیکن فوتبال اهل فنلاند است.
وی همچنین در تیم‌های ملی فوتبال زنان فنلاند بازی کرده‌است.